# Бейблейд
Бейблейд (яп. 爆転シュートベイブレード, Bakuten Shūto Beiburēdo, англ. Beyblade) — манґа, написаних і проілюстрованих Аокі Такао для просування продажів міні-дзиґ — бейблейдів. Серії розповідають про групи дітей, які формують команди та змагаються між собою за допомогою бейблейдів.
На основі цієї серії були розроблені також американські комікси та низка мультсеріалів у стилі аніме. Компанія Takara Tomy у 2000 році випустила лінійку іграшок Бейблейд.

## Манґа

### Історія створення
Манґа Bakuten Shoot Beyblade (яп. 爆転シュートベイブレード, Bakuten Shūto Beiburēdo) створена манґакою Аокі Такао і виходила у журналі видавництва Shogakukan. Перший том манґи у форматі танкобону вийшов 1 лютого 2000 року, а останній, 14 том, опублікований 28 липня 2004 року.
За межами Японії манґа публікувалася компаніями Panini Comics (французькою) та Grupo Editorial Vid (іспанською).

### Список томів
| №  | Дата виходу     | ISBN            |
| -- | --------------- | --------------- |
| 1  | лютий 2000      | ISBN 4091414036 |
| 2  | серпень 2000    | ISBN 4091414044 |
| 3  | січень 2001     | ISBN 4091414052 |
| 4  | липень 2001     | ISBN 4091414060 |
| 5  | грудень 2001    | ISBN 4091414079 |
| 6  | 28 лютого 2002  | ISBN 4091414087 |
| 7  | 27 липня 2002   | ISBN 4091414095 |
| 8  | 28 жовтня 2002  | ISBN 4091414109 |
| 9  | 28 лютого 2003  | ISBN 409141429X |
| 10 | 28 червня 2003  | ISBN 4091414303 |
| 11 | 27 вересня 2003 | ISBN 4091431313 |
| 12 | 24 грудня 2003  | ISBN 4091431321 |
| 13 | 28 травня 2004  | ISBN 409143133X |
| 14 | 28 липня 2004   | ISBN 4091431348 |